# 托马斯·比贝尔
托马斯·比贝尔（挪威語：Thomas Byberg，1916年9月18日—1998年10月13日），挪威男子速度滑冰运动员。他曾代表挪威获得1948年冬季奥运会速度滑冰比赛男子500米银牌。他于1998年在特隆赫姆去世。